# Paul Decoster
Pour les articles homonymes, voir De Coster.
Paul Decoster est un philosophe belge né en 1886 et mort en 1939.
Influencé par Jules Lagneau, Decoster développa une philosophie réflexive.

## Œuvres
- Acte et synthèse. Esquisse d'une critique de la pensée pure, Bruxelles, Maurice Lemertin, 1928.
- La Réforme de la conscience, Bruxelles, Maurice Lemertin, 1919.
- La Religion basée sur la morale, Bruxelles, Henri Lemertin, 1901.